# Écrits journalistiques
Roger Vailland a écrit durant toute sa vie pour de nombreux journaux, comme métier principal jusqu'à la Libération, puis surtout comme reporter ensuite, quand la publication de Drôle de jeu en 1945 lui a assuré une meilleure assise financière. Il prit aussi beaucoup de notes ou conserva des textes sur des projets qui n'aboutirent pas, dont certains ont été réunis par René Ballet et Christian Petr sous le titre N'aimer que ce qui n'a pas de prix.
Ce n'est qu'après sa mort, sous l'impulsion de sa femme Élisabeth Vailland avec la participation de René Ballet, l'ami de toujours, que sont parus d'abord une biographie de Roger Vailland en 1973, coécrite par Élisabeth Vailland et René Ballet puis Les Écrits journalistiques en deux volumes pour marquer la célébration du vingtième anniversaire de la mort de Roger Vailland : 
- Chronique des années folles à la Libération : 1928-1945, Éditions sociales, Paris, 1984, préface de René Ballet, 504 p
- Chronique d’Hiroshima à Goldfinger : 1945-1965, Éditions sociales, Paris, 1984, préface de René Ballet, 526 p

Mais Élisabeth Vailland ne verra pas le fruit de ses efforts puisqu'elle décèdera en août 1983.

## Le journalisme comme œuvre de fiction

Ce texte de René Ballet, paru dans Lecture de Roger Vailland aux éditions Klincksiek (1990), traite de la relation paradoxale entre Roger Vailland et le journalisme. Paradoxe du journaliste Vailland pris entre passions et nécessités du quotidien ; car il faut bien vivre. En 1928, il est embauché - pour peu de temps pense-t-il - par le groupe Prouvost des Lainières de Roubaix au journal Paris-Midi, qui fusionnera plus tard avec Paris-Soir. Il note dans ses Écrits intimes : « En 1932, j'étais jeune journaliste dans un grand quotidien : je me rappelle très bien certaines conférences de rédaction, on nous disait : Hitler, Mussolini, la crise américaine, les affaires soviétiques, notre public en a par-dessus la tête; ce qu'il veut savoir de New-York : qu'est-ce que les Américaines font de leurs frigidaires ?… » 
Au même moment, il se lance dans des expériences surréalistes, écrit dans la revue Le Grand Jeu des articles enflammés qui fustigent le pouvoir et promet « que les peuples des colonies massacreront un jour les colons, soldats et missionnaires et viendront à leur tour opprimer l'Europe. » Il espère dépasser la réalité d'une vie qui lui échappe, ne plus être cet individu fractionné qui prend des pseudonymes pour masquer sa double personnalité entre jour et nuit. Un monde en noir et blanc.
Le piège va se refermer sur lui au bar du Château le 15 septembre 1928 à propos d'un article 'anodin' sur le préfet Jean Chiappe. Il est mis en accusation, humilié par certains surréalistes, André Breton en tête. La rupture est consommée. Il dira un peu plus tard  « l'impression qu'il y a quelque chose qu'on appelle la jeunesse et qui est finie pour moi. » Désormais, il n'a plus d'échappatoire, perdant sa vie à la gagner. Les nuits de bringue et la drogue n'y changeront rien. Il se fait une idée tellement haute de la littérature qu'il détruit tous ses écrits. Il détruit et se détruit en "brûlant sa vie par les deux bouts."
D'après René Ballet, l'idée de Vailland est d'arriver à faire du journalisme une œuvre de fiction: « en bien parlant de n'importe quoi, on dit tout », écrira-t-il. Ainsi le journaliste créerait l'information à son image, n'informant jamais que de sa propre image. À l'appui de sa thèse, René Ballet cite Roger Vailland qui, à propos de l'historien Suétone, s'étonne de ses contradictions puis finit par comprendre : « Vivant sous la tyrannie du quatorzième César, il s'effraie de dévoiler le mécanisme du pouvoir des douze premiers… Suétone brouille donc les cartes… Suétone « est un redoutable et un merveilleux hypocrite… il révèle, il dévoile, il démasque. »
Robert Brasillach, son ancien condisciple d'hypokhâgne, renchérit : « Lorsque Roger Vailland… écrit pour Paris-Soir des reportages peut-être ironiques, je reconnais Fulgur. » Double jeu, double langage à la manière de Suétone. Écrire un article est pour lui écrire une œuvre de fiction publiée au jour le jour où tout est pesé, l'approche du sujet, la construction, le ton et le langage. 
René Ballet y voit une longue filiation où les portraits de « femmes de Montparnasse » en 1929, ceux de ses romans-reportages Leïla et La Visorava en 1932-33 ou l'enquête sur La Stavisky du Périgord annoncent le personnage de Frédérique, l'héroïne de La Truite, le dernier roman de Vailland.

## Présentation des Chroniques
Introduction
Tous les écrits de Vailland ne figurent pas dans les deux tomes des Chroniques. D'abord parce qu'un certain nombre de textes avaient déjà été repris dans la biographie de Roger Vailland parue en 1973 et parce qu'il s'agit d'un travail de tri et de compilation qui devait marquer la trajectoire du journaliste Roger Vailland au cours de sa vie en choisissant des textes représentatifs de chaque période de sa vie, de ses premiers pas en journalisme en 1928 jusqu'à son dernier texte écrit en décembre 1964.
D'autres textes ont été publiés à part, ensemble d'articles reliés en livres : 
- Les deux romans-reportages publiés à titre posthumes en 1986 et 1992, La Visirova et Cortès donc publiés après la parution des Chroniques parce qu'il formaient un tout difficilement intégrables à ces deux volumes et constituaient des œuvres en soi;
- Les textes écrits comme correspondant de guerre en 1944-45, repris sous forme de livres reliés en 1945, lors de la libération de l'Alsace  et avec la première armée française.
On trouvera aussi quelques textes inédits dans la revue Le Croquant par exemple et surtout dans les Cahiers Roger Vailland parus aux Éditions Le temps des Cerises.
Quelques repères

## Contenu du tome I (Édition dirigée par René Ballet. Préface de Roland Leroy): 1928-1945
Des romans-reportages que Vailland a écrit, un seul, le premier, n'a pas fait l'objet d'une édition brochée après sa mort mais a été intégré dans ce tome de la Chronique et qui s'intitule : Leïla ou les ingénues voraces, reportage qu'il rapporta de son voyage en Turquie.
Dans ce volume, d'autres articles qui forment un ensemble cohérent constituent de véritables nouvelles, comme La Staviski du Périgord, L'enlèvement du général Miller ou Weidmann devant ses juges.  D'autres à l'époque où il était correspondant de guerre 1944-1945), ont été réunis en livres et publiés par la suite (voir chapitre Présentation) ou avaient déjà fait l'objet d'une publication.
Dans ce premier tome, les articles retenus sont répartis de la façon suivante : 
- Le reportage, roman-feuilleton intitulé Leïla;
- En passant par le surréalisme : Les années de jeunesse et le Grand Jeu

ses lieux de mémoire : Reims et Paris, de 'La Mouffe' à Louis-le-Grand
- La grande presse :

Les 'Montparnos' et les grandes heures de Montparnasse;
Le Paris des années folles : Paris-cocktail, Étrangers à Paris, Jazz et bals nègres, les marginaux, L'autre Paris;
Et le cinéma prit la parole : Autour de l'écran, Portraits d'acteurs, Les représentations;
Les grands procès : Échos de l'Affaire Stavisky, La Staviski du Périgord, L'enlèvement du général Miller, Weidmann devant ses juges;
Le monde se bouleverse : Le krach de Wall Street, Crise en Allemagne et montée du Nazisme, Agression japonaise contre la Chine;
Cet inoubliable printemps de 1936 : Signe précurseur, Roger Vailland 'séancier', Un homme du peuple sous la Révolution;
Grand reporter : L'Abyssinie, France-Soir en Espagne, Paris-Soir au Portugal, Suède 1940.
- La seconde guerre mondiale

Couleur de plomb : Sous le signe de Wagner[Lequel ?], Un aristocrate frondeur, La capitale de l'ennui…
Vailland devient Marat : Le soleil fou, Pucheu, Mon dernier rendez-vous avec Robert Desnos, Nous n'épargnerons pas Louis-Ferdinand Céline, Au printemps 1944
Roger Vailland correspondant de guerre (1944-45) :

## Contenu du tome II (Édition dirigée et introduction par René Ballet): 1945-1965
1- À travers le monde
- - L'Europe : Belgique, Grande-Bretagne et Italie, les pays socialistes
  - Le Moyen-Orient : Égypte, Iran, Israël -  L'Indonésie

2-  La France en profondeur
- - La politique au village : à Chavannes-sur-Reyssouze dans l'Ain en 1945
  - D'un hameau du Bugey : la vie aux Allymes dans l'Ain entre 1951 et 1954, ensemble de 9 articles évoquant la vie quotidienne dans cette région rurale du Bugey.
  - L'évolution de la société : De Robinson-les-Marquises aux terrains vagues, ensemble de 15 articles sur les bals, la chanson, les jeunes filles, la 2 cv, seigneurs de l'Albarine et le marquis de Vogüé.
  - Sur les champs de bataille de notre temps : ensemble de 11 articles de 1947 à 1956 centrés sur les grèves et les manifestations.

3-  La culture sans (fausses) frontières : « La culture comme l'amour est aussi un plaisir »
- Les classiques ne sont des objets de musée
  - Littérature : le père Goriot, Lamiel, Madame Bovary, lisez Flaubert - ** Théâtre : Électre notre voisine, Racine, esprit fort, le patron des géomètres.
- Regard (froid) sur l'actualité : Littérature et théâtre, Cinéma et télévision, Arts plastiques, Sport.

4- Politique et littérature
- - Du Drôle de jeu au progressisme : 6 articles sur communisme, existentialisme et bourgeoisie.
  - « Mes adieux à la culture bourgeoise » : le colonel Foster, la Hongrie, 'Beau Masque.
  - « Une bonne, belle, grande utopie » : La prose est à réinventer (8 articles sur ce thème), le théâtre est à réinventer, l'éducation est à réinventer, l'amour est à, une réinventer (9 articles sur ce thème), la presse est à réinventer (présentation de Batailles pour l'humanité), la politique est à réinventer, l'homme est à réinventer.

5- « Comme mort » : 
- - Articles sur ses écrits : La Loi, Le regard froid, Monsieur Jean, 325.000 francs, La Truite.
  - Le temps mesuré, sa dernière interview.

6- Qu'est-ce que vous faites ? Éloge de la politique - Le Nouvel Observateur, 26 novembre 1964

Dans son dernier texte, Vailland s'interroge sur la notion de grand homme, en matière politique : « Les vraies vocations et les passions absolues sont rares et qu'elles réussissent l'est encore davantage. » et surtout pourquoi et comment naissent les actions politiques de masse comme celles qu'il a connues dans sa vie et ne sont plus qu'un souvenir au moment où il écrit ce texte. « Se conduire en politique, c'est agir au lieu d'être agi. » Les Français, 'désintéressés' en 1932, ont réagi pour arriver au Front populaire en 1936. La même chose s'est produite en 1942, une démobilisation puis un sursaut qui a abouti deux ans plus tard à la libération du pays.
En 1964, on peut constater la même apathie collective : « Nous voici de nouveau dans le désert. » Mais Vailland n'est pas pessimiste pour autant : « Je ne veux pas croire qu'il ne se passera plus jamais rien.[...]Comme citoyen, je veux qu'on me parle de politique[...] En attendant que revienne le temps de l'action... une bonne, belle, grande utopie, ce ne serait peut-être déjà pas si mal. »

## L'ami Pierre Soulages
Roger Vailland s'est beaucoup intéressé à l'œuvre du peintre Pierre Soulages et à l'homme qui deviendra son ami. À Meillonnas, il accrochera un de ses tableaux au mur de son bureau. Il lui a consacré deux articles, le premier pour décrire la façon dont il travaille, le second pour s'expliquer sur ses conceptions en matière de peinture.
- Comment travaille Pierre Soulages ?

Article paru dans la revue L'Œil en mars 1961  rééditions dans Chronique, tome II puis dans les Cahiers Roger Vailland
Le peintre dans son atelier et sa manière de travailler rappellent à Roger Vailland la préparation d'un sportif, thème récurrent chez lui, qu'il a déjà traité dans un roman comme 325.000 francs ou un essai comme De l'amateur. « Cet après-midi, je me sans en forme, ce format est trop petit pour ma forme de cet après-midi » constate Pierre Soulages. Il explique pas à pas, heure après heure, les différentes étapes de la conception de l'une de ses toiles.
Pierre Soulages agit comme mécaniquement quand Roger Vailland lui demande : « As-tu des intentions sur le bas  gauche ? » Réponse : « Jamais d'intentions. » Il laisse les choses 's'organiser', et ajoute « Ne jamais perdre de vue l'essentiel. » Il poursuit, modifie constamment jusqu'à parvenir enfin à l'équilibre qu'il recherche, comme un écrivain qui sans cesse biffe, rature, modifie son texte. La toile est finie.
Son crédo : « Il faut savoir rejeter ce qui plaît trop. La vraie peinture, c'est de continuellement renoncer. » 
Dans un article de l'ouvrage Entretiens, Roger Vailland, La lutte avec les mots, son ami le sculpteur Costa Coulentianos précise : « Quand Soulages peint, Roger le voit comme un homme plongé dans un combat, déployant des efforts terribles. […] Dans sa façon d'écrire, c'était une lutte semblable… une lutte avec des mots et des phrases. »
- Le procès de Pierre Soulages

Article daté février 1962, paru dans la revue Clarté n° 43 de mai 1962 (copie sur Pierre-Soulages.com) ; rééd. dans Le Regard froid, 1963 ; rééd. dans Chronique, tome II
Cet article est pour Roger Vailland l'occasion de répondre aux questions posées par la revue de l'Union des étudiants communistes, Clarté :

« Pour ou contre Pierre Soulages, peintre abstrait ? »

« Participe-t-il à notre époque ou se réfugie-t-il dans les hautes sphères spéculatives ? »

« Peinture d'initiés ou aventure poétique ? »
Dans sa réponse, Roger Vailland revient sur sa définition de l'amateur, plus les amateurs de sport sont nombreux, en cyclisme par exemple, plus un sport populaire pourra émerger et de la même façon, beaucoup d'amateurs et de bons connaisseurs d'art, arts plastiques par exemple, donneront naissance à un art populaire. En peinture, ce n'est plus le cas, il n'existe plus que des « philosophes amateurs, il n'y a plus de critique d'art. »
Pour lui, « Pierre Soulages est un champion. Il choisit son parcours, un certain jour, en fonction de sa forme et de son souffle de ce jour-là. » Et pour lui, c'est d'abord un problème d'éducation : « Il y aura un grand nombre d'amateurs de peinture quand tous les enfants et les adolescents doués pour la peinture pourront librement, dans les écoles et les lycées, s'exercer En amateurs à la peinture. » Ce qui importe, c'est de savoir comment on passe du jeu à l'art. En tout cas, « impossible de faire un procès à Soulages car […] la peinture vient seulement de renoncer à décrire ou à raconter. »
Et la sienne représente un art nouveau qui n'a pas encore de règles.

## Récapitulatif
| 1- Préface de René Ballet                                                   |                                                                          | 2- Leïla ou 'les ingénues voraces'                                   |
| 3- En passant par le surréalisme : Ses années de jeunesse puis le Grand jeu | 4- Les années 'trente' : les 'montparnos', les années folles, le cinéma… | 5- Pendant la guerre : Vailland résistant et correspondant de guerre |

| 1- Préface de René Ballet                                                                        | 2- À travers le monde : Europe, Moyen-Orient, Indonésie             | 3- La France en profondeur : radiographie et sociologie |
| 4- La culture sans (fausses) frontières : littérature et théâtre, cinéma et télévision, le sport | 5- Politique et littérature : réinventer la politique et la culture | 6- Son dernier texte : Éloge de la politique            |

## N'aimer que ce qui n'a pas de prix
Cet ouvrage placé sous la direction de René Ballet et Christian Petr réunit des textes de Vailland qui donnent une idée de la permanence de sa pensée, trop souvent occultée par cette division en 'saisons' qu'on retrouve généralement dans les articles qui lui sont consacrés.
L'ouvrage commence par ces deux citations de Roger Vailland
| « La grande ambition des larbins est d'obtenir une personnalité. Il y en a pour toutes les bourses. » | « De 18 à 25 ans, j' n'ai eu pour ambition que de devenir Dieu. Cala m'a évité bien des impairs. Je n'ai pas fait carrière. » |  |

contenu du livre
- Poème Nuit d'ange, datant de 1925-1926, dédié à Roger Gilbert-Lecomte.
- Nouvelles : Léon Gohelle, à propos d'une grève de mineurs, François de Champel, histoire d'un baroudeur, Le centre des villes
- Projets de scénarios : Varsovie, Le Parricide sur le thème de Un jeune homme seul, Denain canevas d'une pièce historique sur la bataille de Denain en 1712
- Sur ses livres : Premier avant-propos à Drôle de jeu, Beau Masque, canevas de la première version, réflexions sur Héloïse et Abélard, Autres réflexions sur le théâtre à propos de Expérience du drame
- articles divers : L'avant-garde, 1920-1930, La désinvolture, Humour noir, Contre la complaisance, La démence, Superstition, Sisyphe, Sur l'engagement, Individu et personnalité, La liberté du choix, Réalisme, Mémorandum pour la liberté, Forme, Sur la vigilance révolutionnaire, 1956 Moscou, aller-retour, Sur les fils de roi, Veille et éveil, Compromission, Éloge de la censure au cinéma[21], Possédant/Possédé, Sur les femmes, les prostituées, la jeune fille, La maladie.

Les pensées éparses
C'est une présentation que ne renierait pas cet ancien existentialiste 'frère simpliste' avec ses compères du Grand Jeu, 'jeu' justement de notations qui sont autant de citations qui émaillent les différents textes de ce livre :

« La chance est un mérite, et le seul dont on puisse légitimement se vanter. » (L'avant-garde)

« … Et j'ai fait de la frivolité un devoir. » (Varsovie) et « Le comble du bonheur : une jeune fille qui se réveille en riant. » (La maladie)

« Qui perd son âme y gagne un cœur. » (Réflexion sur Héloïse et Abélard)et « La contradiction m'exalte comme la vie elle-même, parce qu'elle est la vie. » 

« Le plaisir vient quand le désir a remplacé le besoin. » (Denain) et « Il n'est pas impossible d'énumérer les plaisirs. Il serait mieux d'en trouver la loi, ce qui permettrait de les re-produire. » 

« L'aliénation est le moteur de l'histoire. » (Individu et personnalité) et « L'aliénation consiste à s'identifier avec une abstraction. » (Compromission)

« Les questions de caractère n'ont pas d'importance mais il est important d'avoir du caractère. » (Sur la vigilance révolutionnaire)

« Tout grand roman est le récit d'une métamorphose. » (1956 Moscou aller retour)

« Un parc, c'est la sauvagerie reconquise. » (Éloge de la censure au cinéma) et « Ngorongoro, clôture et règle, le vrai souverain ne règne que sur lui-même, clos et réglé. » (Possédant/Possédé)

## Sources
- Roger Vailland, Biographie, Elisabeth Vailland et René Ballet, Éditions Pierre Seghers, 1973
- Drôle de vie, Elisabeth Vailland, Jean-Claude Lattès, 1984
- Roger Vailland, ou un libertin au regard froid, une biographie importante par Yves Courrière, Éditions Plon, Paris, 1991
- Roger Vailland et la fabrique de la peinture, Alain Georges Leduc, mars 2009, revue des ressources